# Arctosa quadripunctata
Arctosa quadripunctata là một loài nhện trong họ Lycosidae.
Loài này thuộc chi Arctosa. Arctosa quadripunctata được Hippolyte Lucas miêu tả năm 1846.